# Les Souliers de saint Pierre
Pour plus de détails, voir Fiche technique et Distribution.
Les Souliers de saint Pierre (The Shoes of the Fisherman) est un film américain de Michael Anderson, tiré du roman de Morris West et sorti en 1968.

## Synopsis
À la fin des années 1960, au moment de la rupture sino-soviétique et la crise de l'après-concile Vatican II, l'archevêque ukrainien Kiril Lakota est enfin libéré après avoir été prisonnier politique en Sibérie pendant deux décennies. À la suite d'un accord entre le Vatican et l'URSS, il part pour Rome, étant devenu citoyen du Vatican. Le secrétaire général soviétique le libère pour tenter de rallier le Vatican à sa thèse du danger chinois grandissant. Le pape, qui rappelle beaucoup Pie XII, le fait cardinal et meurt peu après. Lors des travaux préparatoires du conclave qui suit, le tout récent cardinal Lakota découvre ses collègues devant lesquels il témoigne de sa vie de déporté et de sa vie en Sibérie. Il impressionne vivement le cardinal secrétaire d'État qui le surprend en pleine extase quand il est seul. Celui-ci décide alors de voter pour lui et de faire part de son choix à ses confrères en vertu d'un article du Droit Canon le lui permettant après 7 scrutins infructueux. Élu pape par acclamation à cause de la rivalité entre des cardinaux de la Curie qui bloquent l'élection, il doit faire face aux tensions politiques venant à la fois du conflit entre l'Union soviétique et la Chine communiste ainsi que des pays occidentaux. D'autre part, le nouveau pape doit gérer la condamnation des ouvrages d'un prêtre scientifique, qui rappelle Teilhard de Chardin et pour lequel il éprouve beaucoup de sympathie.
Le pape reçoit un émissaire soviétique, qui est son ancien geôlier à la prison de la Loubianka à Moscou, et qui lui annonce la guerre entre l'URSS et la Chine d'ici deux mois. Le pape Kiril décide de participer à une négociation entre le secrétaire général Kamenev et le président Ping, de la république populaire de Chine, qui ne donne rien. Dans un geste théâtral, Kiril annonce alors que l'Église catholique va mettre en garantie la totalité des trésors du Vatican « pour nourrir tous nos frères affamés ».

## Fiche technique
- Titre original : The Shoes of the Fisherman
- Titre français : Les Souliers de saint Pierre
- Réalisation : Michael Anderson
- Scénario : James Kennaway et John Patrick, d'après le roman de Morris L. West
- Production : George Englund, pour Metro-Goldwyn-Mayer
- Musique : Alex North
- Photographie : Erwin Hillier
- Cadreur de seconde équipe : Ernest Day
- Montage : Ernest Walter
- Décors : Edward C. Carfagno et George W. Davis
- Costumes : Orietta Nasalli-Rocca
- Pays d'origine :  États-Unis
- Langues : anglais, latin
- Format : couleur (Metrocolor) – 2,20:1 - 70mm - Stéréo 6 pistes magnétiques - Copies 35mm Mono Ratio :  2,35:1
- Genre : drame
- Durée : 162 minutes
- Dates de sortie :
  - États-Unis : 14 novembre 1968
- Affiche : Jean Mascii (France)

## Distribution
- Anthony Quinn  (V.F : André Valmy) : Kiril Lakota
- Laurence Olivier  (V.F : François Chaumette) : Piotr Ilyich Kamenev
- Oskar Werner (V.F : Lui-même) : frère David Telemond
- David Janssen  (V.F : Rene Arrieu) : George Faber
- Vittorio De Sica  (V.F : Jean Michaud) : le cardinal Rinaldi
- Leo McKern  (V.F : Yves Brainville) : le cardinal Leone
- John Gielgud (V.F : Michel Etcheverry) : l’ancien pape
- Barbara Jefford (V.F : Nadine Alari) : Dr Ruth (Rose en VF) Faber
- Rosemary Dexter : Chiara
- Frank Finlay  (V.F : Marcel Bozzuffi) : Igor Bounin
- Paul Rogers : le moine augustin
- Isa Miranda  (V.F : Paula Dehelly) : la marquise
- Niall MacGinnis : le moine capucin
- Marne Maitland (V.F : Claude Dasset) : le cardinal Rahamani
- Burt Kwouk (V.F : Jacques Thebault) : Peng
- Arnoldo Foà  (V.F : Michel Gudin) : Gelasio
- Folco Lulli (V.F : Pierre Collet) : l’ouvrier
- Clive Revill  (V.F : William Sabatier) : Vucovich
- Jean Rougeul (V.F : Gérard Ferrat) : le moine dominicain
- Gerald Harper (V.F : Jean-Claude Balard) : Brian

## Distinctions

### Récompenses
- Golden Globes 1969 : Prix de la meilleure musique à Alex North
- Prix du meilleur film de langue anglaise du National Board of Review 1969
- Prix du meilleur acteur dans un rôle secondaire National Board of Review 1969, Leo McKern

### Nominations
- Nomination aux Oscars 1969 pour les meilleurs décors : George W. Davis et Edward C. Carfagno
- Nomination aux Oscars 1969 pour la meilleure musique d'un film non musical : Alex North
- Nomination aux Golden Globes 1969 pour le prix du meilleur film dans la catégorie drame
- Nomination aux Laurel 1970 pour le prix du meilleur acteur, Anthony Quinn, qui obtient la 4e place

## Analyse
(juillet 2024).
Si vous disposez d'ouvrages ou d'articles de référence ou si vous connaissez des sites web de qualité traitant du thème abordé ici, merci de compléter l'article en donnant les références utiles à sa vérifiabilité et en les liant à la section « Notes et références ».
Ce film a été réalisé dix ans avant l'élection en conclave du pape Jean-Paul II, et plus d'un observateur a su faire un lien entre le scénario du film et la vie du fameux évêque polonais qui lui aussi était slave, avait résisté au communisme et était totalement inconnu, en dehors de la Pologne, au moment de son élection : l'hebdomadaire Le Point, dans son numéro qui suivit l'élection de Jean-Paul II, fit une allusion explicite au film.
D'autres ont fait un rapprochement avec la situation fort similaire de l'Église grecque-catholique ukrainienne, qui est littéralement sortie des catacombes à la suite de la chute de l'Union soviétique, avec l'aide du souverain pontife.
Si les dialogues rappellent, à deux reprises, que le pape « est Pierre » (du nom de l'apôtre du Christ et premier pape), il est notable de constater que le Premier Secrétaire soviétique se nomme Piotr Illich Kamenev, soit +/- « Pierre Illich Delpierre ».
Le titre du film fait référence aux sandales pontificales, chaussures liturgiques traditionnellement portées par les papes.
Arnoldo Foà, qui interprète Gelasio, le serviteur du pape, avait déjà joué avec Anthony Quinn dans le film Barabbas de Richard Fleischer, film où il tenait le rôle de Joseph d'Arimathie et Anthony Quinn celui de Barabbas.

### Vidéographie
- DVD zone 2 : Les Souliers de saint Pierre, Warner Home Video, 2006,  (EAN 7-321950-651757).